# Lista de partidos políticos na Áustria
Esta é uma lista dos partidos políticos da Áustria.

## Partidos políticos
| Nome | Nome                                                                                | Nome  |                   | Líder                 | Ideologia                                                              | Espectro                  | Parlamento       | Parlamento   | Estados            | Estados          | Estados   | Parlamento Europeu |
| Nome | Nome                                                                                | Nome  | Conselho Nacional | Líder                 | Ideologia                                                              | Espectro                  | Conselho Federal | Governadores | Governos estaduais | Dietas estaduais |           | Parlamento Europeu |
| ---- | ----------------------------------------------------------------------------------- | ----- | ----------------- | --------------------- | ---------------------------------------------------------------------- | ------------------------- | ---------------- | ------------ | ------------------ | ---------------- | --------- | ------------------ |
|      | Partido Popular Austríaco Österreichische Volkspartei                               | ÖVP   |                   | Sebastian Kurz        | Democracia cristã, Conservadorismo liberal, Liberalismo económico      | Centro-direita a Direita  | 71 / 183         | 23 / 61      | 6 / 9              | 7 / 9            | 156 / 440 | 7 / 19             |
|      | Partido Social-Democrata da Áustria Sozialdemokratische Partei Österreichs          | SPÖ   |                   | Pamela Rendi-Wagner   | Social-democracia, Liberalismo social, Pró-Europeísmo                  | Centro-esquerda           | 40 / 183         | 19 / 61      | 3 / 9              | 6 / 9            | 137 / 440 | 5 / 19             |
|      | Partido da Liberdade da Áustria Freiheitliche Partei Österreichs                    | FPÖ   |                   | Norbert Hofer         | Nacionalismo, Conservadorismo, Populismo de direita, Eurocepticismo    | Direita a Extrema-direita | 30 / 183         | 14 / 61      | 0 / 9              | 2 / 9            | 76 / 440  | 3 / 19             |
|      | Os Verdes - Alternativa Verde Die Grünen-Die Grünen Alternative                     | GRÜNE |                   | Werner Kogler         | Ecologismo, Ambientalismo, Liberalismo social, Pró-Europeísmo          | Centro-esquerda           | 26 / 183         | 4 / 61       | 0 / 9              | 4 / 9            | 47 / 440  | 3 / 19             |
|      | NEOS - A Nova Áustria e Foro Liberal NEOS – Das Neue Österreich und Liberales Forum | NEOS  |                   | Beate Meinl-Reisinger | Liberalismo, Social liberalismo, Liberalismo económico, Pró-europeísmo | Centro                    | 15 / 183         | 1 / 61       | 0 / 9              | 2 / 9            | 21 / 440  | 1 / 19             |
|      | Partido Comunista da Áustria Kommunistische Partei Österreichs                      | KPÖ   |                   | Mirko Messner         | Comunismo                                                              | Extrema-esquerda          | 0 / 183          | 0 / 61       | 0 / 9              | 0 / 9            | 2 / 440   | 0 / 18             |
|      | AGORA - Lista Peter Pilz JETZT – Liste Pilz                                         | JETZT |                   | Rudolf Mang           | Política verde, Populismo de esquerda                                  | Esquerda                  | 0 / 183          | 0 / 61       | 0 / 9              | 0 / 9            | 0 / 440   | 0 / 18             |